# Alexandre Ribot
Alexandre-Félix-Joseph Ribot (7. února 1842, Saint-Omer – 13. ledna 1923, Paříž) byl francouzský politik. Ve čtyřech obdobích byl premiérem Francie (1892–1893, 1895, 1914, 1917). Krom toho zastával řadu dalších vládních funkcí: ministr zahraničních věcí (1890–1893, 1917), ministr vnitra (1893), ministr financí (1895, 1914–1917), ministr spravedlnosti (1914). Byl liberálem. První dva premiérské mandáty zastával za Umírněné republikány (Républicains modérés), druhé dva za Republikánskou federaci (Fédération républicaine). Umírnění republikáni byli klíčovou silou Třetí republiky.

## Kariéra
Vystudoval práva na Pařížské univerzitě a byl významným právním odborníkem, díky čemuž se stal vysokým úředníkem (ředitel odboru trestních záležitostí) na ministerstvu spravedlnosti. V roce 1877 vstoupil do politiky. Více se začal angažovat na konci 80. let kvůli obavám z boulangismu, který hrozil nastolením diktatury. Roku 1890 prvně vstoupil do vlády. Byl znám jako anglofil, což ho vedlo i v jeho zahraniční politice. Dal také nový a velmi důležitý směr francouzské zahraniční politice dohodou s Ruskem, která později vygradovala ve spojeneckou smlouvu (1894). Jeho první vláda padla roku 1893 kvůli panamskému skandálu. Jeho druhá vláda roku 1895 padla kvůli neúspěchu vojenské intervence na Madagaskaru (druhá madagaskarská expedice). V roce 1906 se stal členem Francouzské akademie. V roce 1913 byl neúspěšným kandidátem na prezidenta republiky. Sehrál velkou úlohu během první světové války. Jeho vláda tehdy byla u moci během nejtěžší části války, kdy došlo k neúspěchu Nivellovy ofenzívy a následné vzpouře francouzských vojáků. Ribot poté odvolal Nivella a jmenoval vrchním velitelem francouzských armád generála Philippa Pétaina. Jeho vláda následně podala demisi, ale on zůstal ještě ministrem zahraničí ve vládě následné. Rezignoval na tuto funkci 16. října, a to kvůli ostré kritice za to, že odmítl německé mírové nabídky. Poté odešel z politiky, na poválečném politickém systému ve Francii se již nepodílel.